# Ельф (фільм)
«Ельф» (англ. Elf) — американський комедійний фільм режисера Джона Фавро. Прем'єра відбулась 9 жовтня 2003 року у США.

## Сюжет
Одного разу в дитячому притулку маленький хлопчик Бадді Гобс заповзає в мішок Санта-Клауса, в результаті чого він опиняється на Північному полюсі і його всиновлює один з ельфів. Ставши дорослим, Бадді вирушає на пошуки свого справжнього батька, Волтера Гобса, який живе десь у Нью-Йорку.

## У ролях
- Вілл Феррелл — Бадді Гобс
- Джеймс Каан — Волтер Гобс
- Мері Стінберген — Емілі Гобс
- Зоуї Дешанель — Джові
- Боб Ньюгарт — Тато Ельф
- Едвард Аснер — Санта-Клаус
- Деніел Тей — Майкл Гобс
- Пітер Дінклейдж — Майлз Фінч
- Емі Седаріс — секретарка Деб
- Файзон Лав — адміністратор магазину
- Джон Фавро — Доктор Бен / містер Нарвал (голос)

## Нагороди і номінації
| Нагороди  | Нагороди                        | Нагороди                | Нагороди     |
| Рік       | Премія                          | Категорія               | Лауреат      |
| --------- | ------------------------------- | ----------------------- | ------------ |
| 2004      | ASCAP                           | Кращий саундтрек        | Джон Дебні   |
| 2004      | Golden Trailer Awards           | Краща комедія           |              |
| Номінації |                                 |                         |              |
| Рік       | Премія                          | Категорія               | Номінант     |
| 2004      | Nickelodeon Kids' Choice Awards | Кращий фільм            |              |
| 2004      | MTV Movie Awards                | Краща комедійна роль    | Вілл Феррелл |
| 2004      | Phoenix Film Critics Society    | Кращий сімейний фільм   |              |
| 2004      | Satellite Awards                | Кращий фільм на DVD     |              |
| 2005      | Teen Choice Awards              | Кращий комедійний актор | Вілл Феррелл |